# Max Löwy
Maximilian (Max) Löwy (ur. 6 stycznia 1875 w Hohendorfie, zm. 16 stycznia 1948 w Mariańskich Łaźniach) – czeski lekarz psychiatra i neurolog, profesor Uniwersytetu w Pradze.

## Życiorys
Studiował medycynę na Uniwersytecie w Strasburgu i Uniwersytecie w Pradze. Po uzyskaniu dyplomu lekarza praktykował w sezonie letnim w Marienbadzie, w pozostałym czasie pracował w klinice psychiatrycznej w Pradze. W latach 1912–1914 praktykował jako neurolog w Heluanie. Od 7 maja 1942 roku więzień obozu Theresienstadt. Zmarł w 1948 roku w Mariańskich Łaźniach, pochowany jest na cmentarzu żydowskim tamże.

## Wybrane prace
- Die Aktionsgefühle: ein Depersonalisationsfall als Beitrag zur Psychologie des Aktivitätsgefühles und des Persönlichkeitsbewusstseins, 1908
- Stereotype „pseudokatatone” Bewegungen bei leichtester Bewußtseinsstörung (im „hysterischen” Ausnahmszustande). Zeitschrift für die gesamte Neurologie und Psychiatrie  1(1):330-340, 1910 DOI:10.1007/BF02895935
- Beitrag zur Lehre vom Querulantenwahn, 1910
- Über eine Unruhe-erscheinung: die Halluzination des Anrufes, 1911
- Neurologische und psychiatrische Mitteilungen aus dem Kriege, 1915
- Plethora, Meteorismus und Psyche, 1926